# Shelly
Shelly bzw. Shelley ist ein weiblicher Vorname. Ursprünglich häufiger als Familienname verwendet, ist dieser auch heute noch verbreitet, vornehmlich im englischsprachigen Raum.
Der Name leitet sich von einem altenglischen Begriff ab, dessen Übersetzung „Lichtung am Ufer“ lautet.

## Namensträger

### Vorname
- Shelley Berkley (* 1951), US-amerikanische Politikerin
- Shelley Conn (* 1976), britische Schauspielerin
- Shelley Debenham (* 1979), britische Sängerin, MC, DJ und Musikproduzentin
- Shelley Duvall (1949–2024), US-amerikanische Film- und Fernsehschauspielerin (Shining)
- Shelley Fabares (* 1944), US-amerikanische Sängerin und Schauspielerin
- Shelley Gautier (* 1968), kanadische Paracyclerin
- Shelley Glover (1986–2004), US-amerikanische Skirennläuferin
- Shelley Hack (* 1947), US-amerikanische Schauspielerin
- Shelley Hennig (* 1987), US-amerikanische Schönheitskönigin und Schauspielerin
- Shelley Hirsch (* 1952), US-amerikanische Sängerin und Komponistin
- Shelley Jackson (* 1963), US-amerikanische Schriftstellerin und Künstlerin
- Shelley Kerr (* 1969), schottische Fußballspielerin und -trainerin
- Shelley Kitchen (* 1979), neuseeländische Squashspielerin
- Shelly Kupferberg (* 1974), deutsche Journalistin, Moderatorin und Autorin
- Shelley Levinson (* 1943), US-amerikanische Filmregisseurin und -produzentin
- Shelley Long (* 1949), US-amerikanische Schauspielerin
- Shelley Lubben (1968–2019), US-amerikanische Pornodarstellerin
- Shelley Malil (* 1964), US-amerikanischer Schauspieler
- Shelley Mann (1937–2005), US-amerikanische Schwimmerin
- Shelley Moore (1932–2016), britisch-amerikanische Jazzsängerin
- Shelley Moore Capito (* 1953), US-amerikanische Politikerin
- Shelley Morrison (1936–2019), US-amerikanische Schauspielerin
- Shelley Olds (* 1980), US-amerikanische Radrennfahrerin
- Shelley Rudman (* 1981), britische Skeletonfahrerin
- Shelley Sekula-Gibbs (* 1953), US-amerikanische Politikerin
- Shelley von Strunckel (* 1946), US-amerikanische Astrologin
- Shelley Thompson (* 1984), deutsche Fußballspielerin
- Shelly West (* 1958), US-amerikanische Country-Sängerin
- Shelley Winters (1920–2006), US-amerikanische Schauspielerin

### Familienname
- Adrienne Shelly (1966–2006), US-amerikanische Schauspielerin
- Arthur Shelly (1841–1902), britischer Landschaftsmaler der Düsseldorfer Schule
- Gabriel Shelly (* 1968), irischer Boccia-Spieler
- Mary Shelley (1797–1851), englische Schriftstellerin (Frankenstein)
- Percy Bysshe Shelley (1792–1822), englischer Dichter und Schriftsteller
- Randy Shelly (* 1994), US-amerikanischer Schauspieler und ehemaliger Kinderdarsteller sowie Model
- Tony Shelly (1937–1998), neuseeländischer Autorennfahrer